# Shebbear
Shebbear – wieś w Anglii, w hrabstwie Devon, w dystrykcie Torridge.

## Współpraca
- Balleroy, Francja